# تووونا
تووونا (به لاتین: Tovona) یک منطقهٔ مسکونی در ماداگاسکار است که در فرافنگانا واقع شده‌است. تووونا ۷٬۰۰۰ نفر جمعیت دارد و ۲۸ متر بالاتر از سطح دریا واقع شده‌است.